# Bethany England
Bethany England (født 3. juni 1994) er en kvindelig engelsk fodboldspiller, der spiller angreb og midtbane for engelske Chelsea i FA Women's Super League og Englands kvindefodboldlandshold.
I 2020, blev England kåret som årets spiller i FA WSL 2019-20 og PFA Women's Players' Player of the Year, efter Chelsea vandt ligaen og FA Women's League Cup, samme år. Hun blev også inkluderet i PFA Team of the Year.
Hun blev første gang indkaldt til det engelske A-landshold i august 2019, til to venskabskampe mod Belgien og Norge.

## Landsholdsmål
| Nr. | Dato              | Sted                                                 | Modstander | Score | Resultat | Turnering    | Ref.  |
| --- | ----------------- | ---------------------------------------------------- | ---------- | ----- | -------- | ------------ | ----- |
| 1   | 5. oktober 2019   | Riverside Stadium, Middlesbrough, England            | Brasilien  | 1–2   | 1–2      | Venskabskamp | [ 6 ] |
| 2   | 12. november 2019 | Stadion Střelecký ostrov, České Budějovice, Tjekkiet | Tjekkiet   | 1–1   | 3–2      | Venskabskamp | [ 7 ] |